# My Girl 2
My Girl 2 (titulada en Hispanoamérica Mi chica 2 o Mi primer beso 2) es una película de comedia dramática de 1994 dirigida por Howard Zieff y protagonizada por Dan Aykroyd, Jamie Lee Curtis, Anna Chlumsky, Austin O'Brien y Richard Masur. Es la secuela de la película My Girl (Mi chica o Mi primer beso) de 1991.

## Argumento
En 1974, dos años después del accidente de Thomas y del matrimonio de Harry y Shelly, Vada espera ahora un hermano menor con el cual está ilusionada, pero algo celosa. Entretanto, en su instituto le piden un trabajo escrito sobre una persona que admire, en el cual elige a su madre, a la cual jamás conoció ya que falleció durante el parto. Por ende, Vada debe reunir información sobre ella, y la única pista que tiene es el instituto al cual su madre asistió en California, razón por la que viaja a Los Ángeles, a casa de su tío Phil. Allí conoce a Nick, el hijastro de su tío, quien la acompañará durante sus cinco días de estancia, y junto al cual comenzará a descubrir que su madre escondía varios secretos.

## Reparto completo
- Dan Aykroyd
- Jamie Lee Curtis
- Anna Chlumsky
- Austin O'Brien
- Richard Masur
- Christine Ebersole
- Jonh David Souther
- Gerrit Graham
- Aubrey Morris
- Aitana Viada